# Olivier Doll
Olivier Doll (Bruxelles, 9 giugno 1973) è un ex calciatore belga, di ruolo difensore.

## Statistiche

### Cronologia presenze e reti in nazionale
| Cronologia completa delle presenze e delle reti in nazionale ― Belgio | Cronologia completa delle presenze e delle reti in nazionale ― Belgio | Cronologia completa delle presenze e delle reti in nazionale ― Belgio | Cronologia completa delle presenze e delle reti in nazionale ― Belgio | Cronologia completa delle presenze e delle reti in nazionale ― Belgio | Cronologia completa delle presenze e delle reti in nazionale ― Belgio | Cronologia completa delle presenze e delle reti in nazionale ― Belgio | Cronologia completa delle presenze e delle reti in nazionale ― Belgio |
| Data                                                                  | Città                                                                 | In casa                                                               | Risultato                                                             | Ospiti                                                                | Competizione                                                          | Reti                                                                  | Note                                                                  |
| --------------------------------------------------------------------- | --------------------------------------------------------------------- | --------------------------------------------------------------------- | --------------------------------------------------------------------- | --------------------------------------------------------------------- | --------------------------------------------------------------------- | --------------------------------------------------------------------- | --------------------------------------------------------------------- |
| 30-4-1997                                                             | Istanbul                                                              | Turchia                                                               | 1 – 3                                                                 | Belgio                                                                | Qual. Mondiali 1998                                                   | -                                                                     | 56’                                                                   |
| 9-10-2004                                                             | Santander                                                             | Spagna                                                                | 2 – 0                                                                 | Belgio                                                                | Qual. Mondiali 2006                                                   | -                                                                     | 60’                                                                   |
| 9-2-2005                                                              | Il Cairo                                                              | Egitto                                                                | 4 – 0                                                                 | Belgio                                                                | Amichevole                                                            | -                                                                     | 60’                                                                   |
| 26-3-2005                                                             | Bruxelles                                                             | Belgio                                                                | 4 – 1                                                                 | Bosnia ed Erzegovina                                                  | Qual. Mondiali 2006                                                   | -                                                                     |                                                                       |
| 30-3-2005                                                             | Serravalle                                                            | San Marino                                                            | 1 – 2                                                                 | Belgio                                                                | Qual. Mondiali 2006                                                   | -                                                                     | 58’                                                                   |
| 17-8-2005                                                             | Bruxelles                                                             | Belgio                                                                | 2 – 0                                                                 | Grecia                                                                | Amichevole                                                            | -                                                                     | 89’                                                                   |
| Totale                                                                |                                                                       | Presenze                                                              | 6                                                                     |                                                                       | Reti                                                                  | 0                                                                     |                                                                       |

## Palmarès

### Giocatore

#### Competizioni nazionali
- Campionato belga: 4

Anderlecht: 1994-1995, 1999-2000, 2000-2001, 2003-2004
- Coppa di Lega belga: 1

Anderlecht: 1999-2000
- Supercoppa del Belgio: 3

Anderlecht: 1995, 2000, 2001